# Masquerade Maid Guy
Kamen no Maid Guy (яп. 仮面のメイドガイ камэн но мэйдо гай, Горничная-парень в маске) — комедийная манга, написанная и иллюстрированная Маруборо Акаи. Впервые начала публиковаться компанией Fujimi Shobo в ежемесячном журнале Monthly Dragon Age в 2004 году.
Позже на основе сюжета манги студией Madhouse был выпущен аниме-сериал и транслировался по японскому телеканалу AT-X с 5 апреля по 21 июня 2008 года.
Вместе с ограниченным изданием манги девятого тома, который вышел на продажу 22 декабря 2008 года можно было приобрести DVD с бонусной серией, которая в своё время должна была войти в сериал, но не была допущена из-за чрезмерного количества эротических сцен. По сюжету серии главные герои посещают горячие источники.

## Сюжет
Наэка и Косукэ Фудзивара — внуки миллиардера и вместе должны получить богатое наследство. Однако у деда есть множество незаконных внуков, которые тоже желают получить свою долю наследства. Естественно жизнь Наэки и Косукэ в опасности, для этого дед нанимает двух горничных. Горничная Наэки — Когараси представляет с собой огромного мужлана в маске и в подобии женского костюма, который обладает высокими знаниями в области математики, однако ничего другого в прямом смысле не понимает.

## Список персонажей
Наэка Фудзивара (яп. 富士原 なえか Фудзивара Наэка) — главная героиня сериала. Ученица частной элитной школы Сюхо Сэйха. Должна получить огромное наследство от её дедушки. Она очень привлекательная девушка с самой большой грудью. Она очень независимая, упрямая и готовит порой так, что может отравить. Иногда страдает от врагов и друзей из-за своей фигуры и манер, но при этом остаётся оптимистичной. Яростно атакует мечом любого, кто оскорбляет её, даже брата.
Сэйю: Юка Игути
Когараси (яп. コガラシ Когараси) — горничная. Выглядит как огромный мужчина с широкой улыбкой, острыми зубами и в костюме горничной. Очень часто издаёт зловещий смех «Кукукукуку». Может готовить, заниматься уборкой, к тому же обладает рентгеновским зрением и может подключаться через USB к компьютеру. Сам утверждает, что у него есть 37 чувств. Относится лояльно к Наэки, но не боится указывать на все её недостатки. У Когараси плохое представление об этическом поведении и поэтому многие относятся к нему как к зверю, в том числе и Наэка. Несмотря на своё добродушие, часто поневоле создаёт неприятности и за это получает от Наэки или Фубуки. Но утверждает, что почти не чувствует боли и мгновенно исцеляется.
Сэйю: Рикия Кояма
Фубуки (яп. フブキ Фубуки) — красивая 19-летняя горничная. Её задача — оберегать Косукэ и Наэки, а также контролировать Когараси. Она — идеальная горничная и одновременно профессиональный ниндзя. Несмотря на это, её прозвали неуклюжей горничной. Будучи пьяной, начинает раздеваться догола, стыдится этой привычки и скрывает её от всех. Фубуки, как правило, очень серьезная, спокойная и гордая. У неё большие груди. Наказывает Когараси бейсбольной битой с шипами из гвоздей.
Сэйю: Мэгуми Тоёгути
Косукэ Фудзивара (яп. 富士原 幸助 Фудзивара Ко:сукэ) — младший брат Наэки, который страдает ожирением. Он обожает горничных и эроге. Он очень добродушный. У него лучшие отношения с дедом, и благодарен ему за то, что тот нанял Фубуки оберегать его. Когда был вынужден сесть на диету, превратился в очень привлекательного парня.
Сэйю: Дайсукэ Сакагути
Дзэндзюро Офудзивара (яп. 大富士原 全重郎 О:фудзивара Дзэндзю:ро:) — богатый и любящий дед Наэки и Косукэ. Беспокоится за то, что они оба находятся в опасности из-за незаконных внуков, которые желают заполучить наследство деда. Для этого он нанимает двух горничных, чтобы те оберегали главных героев. Однажды он заказал дорогую гостиную, чтобы посмотреть кэндо с участием внучки и закрыл в этот день её школу, что доказывает огромное влияние его семьи на общественность.
Сэйю: Мугихито
Эйко Идзуми (яп. 和泉 英子 Идзуми Эйко) — подруга Наэки, посещает вместе с ней клуб Кэндо. Они обычно обедают вместе. Очень сильно завидует из-за большого бюста Наэки и часто набрасывается на неё, если та что-то не то говорит. На столько сильно желает иметь большую грудь, что соглашается работать на Урасимо Таро в обмен на приобретение большого бюста. Несмотря на всё это ей нравится дружить с Наэкой, кататься с ней на велосипеде и обсуждать сплетни.
Сэйю: Эмири Като
Мива Хирано (яп. 平野 美和 Хирано Мива) — одноклассница и подруга Наэки. У неё мальчишеский характер и короткая стрижка. Ведёт себя сдержанно и прилично. Однако иногда выходит за это рамки. Не отрицает умение Наэки хорошо фехтовать. Работает с Эйко в мэйд-кафе «D’Erlanger» который соперничает с соседним магазином.
Сэйю: Ю Кобаяси
Элизабет Строберрифилд (яп. エリザベス·K·ストロベリーフィールド Эридзабэсу Кэй Суторобэри:фи:рудо) — называет себя Лиз. Учится в той же школе, что и Наэка. Ей 13 лет и она вундеркинд, английского происхождения. Она как и Наэка из богатой семьи. Она считает себя превосходным игроком кэндо и объявляет соперничество Наэке. Лиз использует все возможности, чтобы унизить Наэку. Однажды маскируется под другую персону «клубничная маска». После первой встречи с Когараси она стала смертельно боятся ворон и даже описалась в кровать.
Сэйю: Саки Фудзита
Сидзуку и Цурара (яп. シズク & ツララ Сидзуку то Цурара) — две горничные-ниндзя близнецы, которые служат Лиз. Им по 21 год, но Судзуку младше второй. Они также подчиняются Хуотюке, женщине в маске. Судзуку имеет плохую манеру перебивать, за что попадает в проблемные ситуации. Цурара ведёт себя более зрело и придерживается строгих правил этики и дисциплины. Из-за её сурового голоса, кажется, что Цурара значительно старше, чем она есть. Сидзуку обычно орудует кунаем, а Цурара — кусаригамой.
Сэйю: Акэми Канда и Хироэ Ока
Вабисукэ Кофудзира (яп. 小富士原 侘び介 Кофудзира Вабисукэ) — один из незаконных внуков Дзэндзюро и потенциальный конкурент Наэки. Он провозгласил себя вторичным наследником состояния деда. Ходит всегда со странной причёской, чем выделяется из толпы. Он также подсылал убить Наэку свою собственную горчичную — Хётюку. После получения наследства мечтает править миром.
Хётюка (яп. 氷柱花 Хё:тю:ка) — известна как женщина в маске. По силе и хитроумности превосходит Когараси. Маска же, которую она носит, похожа на маску Когараси. Угрожала деду Наэки дважды убить Когараси. Ей подчиняются Сидзуку и Цурара, которые помогают ей в бою. Хуотока также использует в бою механические куклы-марионетки. Может хорошо маскироваться, чтобы избежать обнаружения. Её главной целью является убийство Наэку и помочь Кофудзире заполучить наследство.
Эйкю но Араси (яп. 常若のアラシ Эйкю: но Араси) — появляется только в манге. Молодая и привлекательная бабушка Фубуки, известна, как мастер горничная и проводит строгую и суровую подготовку новых горничных. На вид очень приятная но может быть темпераментной и строго относится к дисциплине. Приходит в ярость, если слышит, что кто-то говорит, что она старая. Эйкю и Дзэндзюро являются любовной парой.
Урасима Таро (яп. 浦島 太郎 Урасима Таро:) — извращенец, который обитает на необитаемом острове. Когда то оскорбил большегрудую богиню и та в наказание отправила его жить на остров, чтобы он больше никогда не увидел женскую грудь. Пытался загипнотизировать главных героинь, чтобы сделать их своими секс-рабынями. Так он гипнотизирует Эйкю, Фубуки и Миву, но овладеть Ноэкой ему удалось гораздо труднее и то, только на короткое время. Может создавать разнообразные ловушки притягивать женские груди и увеличивать их.

## Список серий аниме
| #  | Название | Дата выхода |
| -- | --- | ----------- |
| 1  | Приятно познакомится, Господин! «Хадзимэмаситэ да, Госюдзин-сама!» (はじめましてだ、ご主人!)                  | 05.04.2008  |
| 2  | Любимая большая грудь профессора «Хакасэ но ай сита кёню:» (博士の愛した巨乳)                                 | 12.04.2008  |
| 3  | Романтика не останавливается? «Романтикку га томаранаи?» (ロマンティックが止まらない?)                        | 19.04.2008  |
| 4  | Ремень и большая грудь «Химо то боин» (ヒモとボイン)                                                          | 26.04.2008  |
| 5  | Нимпо горничной, техника ученица старшей школы «Мэйдо нимпо:, дзёсико:сэй но дзюцу» (メイド忍法 女子高生の術) | 03.05.2008  |
| 6  | Неуклюжая горничная не оборачивается «Додзикко мэйдо ва фуримуканаи» (ドジッ娘メイドは振り向かない)           | 10.05.2008  |
| 7  | Меч Наэки. Глава тренировки на горе Курама «Наэка но кэн. Курамаяма сю:гё: хэн» (なえかの剣 鞍馬山修行編)     | 17.05.2008  |
| 8  | Его имя экстраординарность! Клубничная маска «Соно нао ва кайкэцу! Итиго камэн» (その名は怪傑!いちご仮面)     | 24.05.2008  |
| 9  | Сладкий сервис, в середине раскола «Амаи го хо:си танима но нака ни» (甘いご奉仕 谷間の中に)                  | 31.05.2008  |
| 10 | Целься в файн «Фаин во нэраэ!» (ファインをねらえ!)                                                            | 07.06.2008  |
| 11 | Ночная грудь середины лета «Манацу но ёру но тити» (真夏の夜の乳)                                             | 14.06.2008  |
| 12 | Прощай, дорогой Горничная-парень «Сараба итосики мэйдогай» (さらば愛しきメイドガイ)                           | 21.06.2008  |
| 13 | (OVA) Много лета и грудей «Нацу то мунэ но о:ку» (夏と胸の多く)                                               | 22.12.2008  |

## Критика
Представитель сайта Anime News Network, Терон Мартин отметил, что сериал получился в общем неинтересным и грубым, не заслуживающем внимания зрителей. Единственное, что интересно — это смешные выходки горничного-верзилы. В сериале однако очень хорошее музыкальное сопровождение.